# Дом Я. И. Котельникова
Дом Я. И. Котельникова — памятник градостроительства и архитектуры в историческом районе Започаинье Нижнего Новгорода. Построен 1872—1878 годах. Автор проекта — архитектор И. К. Кострюков.
Дом имеет большую историко-архитектурную ценность, являясь неотъемлемой частью застройки старинной Ильинской улицы. Является одним из характерных образцов архитектуры эклектики в Нижнем Новгороде.

## История
На месте современного дома-памятника ранее стоял деревянный дом, зафиксированный на плане Нижнего Новгорода 1853 года. В 1872 году нижегородский купец Яков Иванович Котельников заказал архитектору И. К. Кострюкову план нового дома, последний был одобрен 5 мая того же года. По сохранившемуся проекту, каменный двухэтажный дом был почти квадратным в плане, выходил фасадом на Ильинскую улицу и имел главный вход в юго-западном углу. Внутренняя планировка здания была классицистической (анфиладной).
Вероятно, к концу строительного сезона 1872 года дом был выстроен вчерне. В процессе строительства были внесены изменения в план, устроен высокий цоколь. В апреле 1873 года И. К. Кострюков разработал проект перестройки здания, где предполагалось устройство окон в нижнем этаже, на южном фасаде — каменная пристройка с парадной лестницей и новым входом. Дом включал три квартиры на каждом этаже, с отдельными входами. Здание входило в комплекс небольшой усадьбы: во дворе была выстроена небольшая каменная пристройка служб (1873 года постройки).
В 1878 году дом купил череповецкий купец первой гильдии Пётр Дмитриевич Яргомский. По его заказу И. К. Кострюков составил план надстройки антресольного этажа со стороны двора, который был утверждён 4 июня 1878 года. В таком виде здание сохранилось до 1917 года.
В советский период дом был отдан под коммунальное жильё. Над двухэтажным объёмом лестницы надстроен третий этаж с жилой комнатой, устроен балкон на третьем этаже с восточной стороны. Устроена деревянная терраса на первом и втором этажах и тамбур при входе в подвал. Переделано крыльцо главного входа с улицы, утрачен навес. Частично заложены окна и изменена планировка.

## Архитектура
Здание кирпичное, двухэтажное на высоком цоколе со стороны Ильинской улицы и трёхэтажное со стороны двора. Фасады оштукатурены и покрыты лепным декором и элементами в стиле эклектики.
Архитектурный декор сосредоточен в основном на парадном фасаде в семь осей света и частично переходит на боковые: северный и южный фасады. Главный элемент декора — наличники окон первого и второго этажа, междуэтажный пояс и фриз под карнизом. Сандрики окон второго этажа покрыты лепными консолями с розетками и криволинейными волютами. Верхняя часть окон первого этажа — барельефами растительного рисунка.